# ألان دانسون
ألان دانسون (بالإنجليزية: Alan Danson)‏ هو دراج بريطاني، ولد في 25 يناير 1933.

## وصلات خارجية
- ألان دانسون على موقع أرشيف الدراجات (الإنجليزية)
- ألان دانسون على موقع اللجنة الأولمبية الدولية (الإنجليزية)
- ألان دانسون على موقع أوليمبيديا (الإنجليزية)
- ألان دانسون على موقع اللجنة الأولمبية البريطانية (الإنجليزية)